# مسابقة الألعاب الإلكترونية العالمية
تعد مسابقة الألعاب الإلكترونية العالمية مسابقة دولية للرياضات الإلكترونية في عناوين ألعاب متعددة يشارك فيها المئات من الرياضيين المختصين في الرياضات الإلكترونية من جميع أنحاء العالم في مجموعة متنوعة من المسابقات المعروفة كذلك باسم أوليمبيات الألعاب الرياضية، وتسعى أحداث مسابقة WCG لمحاكاة بطولة رياضية تقليدية، كالألعاب الأولمبية؛ وتتضمن الفعاليات حفل افتتاح رسمي، وتنافس لاعبين من مختلف الدول على الميداليات الذهبية، والفضية، والبرونزية، وتقام مسابقة WCG كل عام في مدن مختلفة حمن أرجاء العالم، وجنت مسابقة WCG 2020 ما يقارب الـ 650 ملايين مشاهدة حول العالم،

## نبذة
تعد مسابقة الألعاب الإلكترونية العالمية واحدة من أكبر بطولات الرياضات الإلكترونية العالمية، وتضم أقسامًا في مختلف البلدان،  وعُدت مسابقة الألعاب الإلكترونية العالمية، المُنشأة من قبل الرئيس التنفيذي للتسويق الإلكتروني الدولي يو سيوب-أوه والمدعومة ماليا من طرف سامسونغ، أولمبيات الرياضات الإلكترونية؛  وتضمنت الفعاليات حفل افتتاح رسمي، وتنافس لاعبين من مختلف الدول على الميداليات الذهبية والفضية والبرونزية، وكان للمنظمة ذاتها تميمة رسمية واستخدمت شعارا مستوحى من الألعاب الأولمبية،  فأجرت المنظمات التابعة لكل دولة مشاركة أحداثًا أولية على الصعيد الإقليمي، لتحديد اللاعبين الأنسب لتمثيلها قبل إجراء النهائيات الوطنية في حدث البطولة العالمية للألعاب الإلكترونية، وكان لدى جميع الأحداث مناطق مخصصة للمشاهدين، ولكن يمكن أيضًا مشاهدة البطولة عبر بثوث المقاطع عبر الإنترنت، 
وإلى جانب توفير منصة لبطولة اللعب، استُثمرت مسابقة الألعاب الإلكترونية العالمية كأداة تسويق؛ فيستخدم الرعاة، مثل سامسونغ، المساحة المحيطة بالمكان لإعداد عروض توضيحية للمنتجات إلى جانب أكشاك،  وإضافة إلى ذلك، رأى المعلنون في الحدث وسيلة جيدة للوصول إلى جمهور اليافعين من الذكور، الذين قد لا يتعرضون للبثوث الإعلانية التقليدية عبر التلفاز، 

## تاريخ

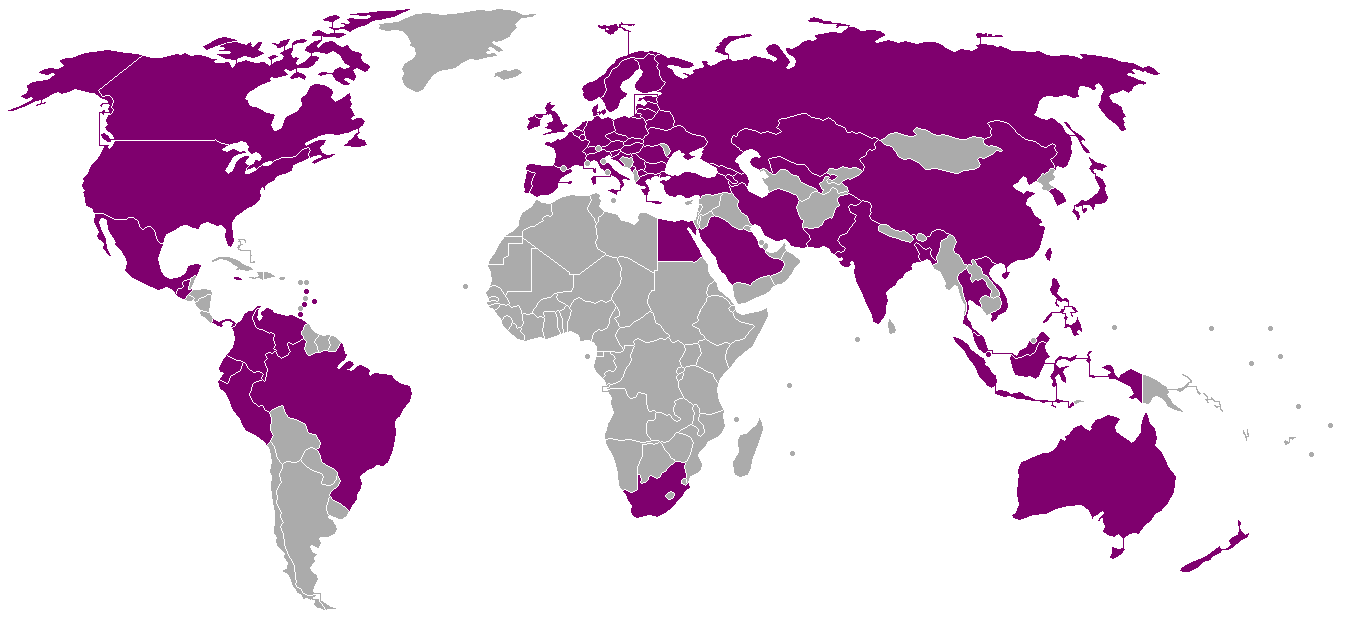
خريطة الدول المشاركة في مسابقة الألعاب الإلكترونية العالمية

وفي عام 2000، شُكلت دورة الألعاب الإلكترونية العالمية، وأُقيم حدث بعنوان «التحدي العالمي للألعاب الإلكترونية»، والذي استُهل بحفل افتتاح في 7 أكتوبر، ورُعي الحدث من قبل وزارة الثقافة والسياحة في جمهورية كوريا، ووزارة الإعلام والاتصالات، وشركة سامسونغ، فجمعت فرقًا جنبا إلى جنب من 17 دولة للتنافس ضد بعضها البعض في ألعاب الكمبيوتر تضمنت كوايك 3 أرينا، وفيفا 2000، وأيدج أوف إمبايرز 2، ووستار كرافت: بلود وار، انتهت البطولة في 15 أكتوبر عام 2000،  ضمت المسابقة في البداية 174 منافسًا من 17 دولة مختلفة بجوائز إجمالية قدرها 20 ألف دولار،
وفي عام 2001، عقدت مسابقة الألعاب الإلكترونية العالمية أول حدث رئيسي لها، استضافته سيول، كوريا، وبمجموع جوائز بقيمة 300 ألف دولار أمريكي، إذ أُقيمت التصفيات الوطنية بين مارس وسبتمبر، حيث كانت البطولة الرئيسية بين 5 ديسمبر و9 ديسمبر، ونقلت مسابقة الألعاب الإلكترونية العالمية عن حضور 389000 متنافس في التصفيات، مع تأهل 430 لاعباً إلى البطولة النهائية؛ شاركت فرق من 24 دولة في البطولة، 
وفي عام 2002، أقامت مسابقة الألعاب الإلكترونية العالمية حدثًا أكبر في دايجون، كوريا بجوائز بغلت قيمتها 1,300,000 دولار أمريكي، وبمشاركة 450 ألف متنافس في الأحداث التمهيدية، مع وصول 450 متنافسًا في النهاية إلى البطولة النهائية،  وشهدت دورة عام 2003، والتي أُقيمت في سيول مجددا، مجموع جوائز أكبر بقيمة 2,000,000 دولار أمريكي، إذ كانت أول بطولة عالمية للألعاب الإلكترونية تتميز بمنافسة قائمة على وحدات التشغيل (console)، بلعبة هايلو: كومبات إفولفد على الإكس بوكس، 
وفي عام 2004، أقامت مسابقة الألعاب الإلكترونية العالمية بطولة في سان فرانسيسكو، كاليفورنيا، الولايات المتحدة، وهي أول بطولة خارج موطنها الأصلي، ففي هذه المرحلة، بلغ مجموع الجوائز 2,500,000 دولار أمريكي؛ بـ 642 لاعبا يتنافسون في النهائي الكبير،  واستُضيفت البطولة مذ ذلك الحين في دول مختلفة حول العالم؛ بما في ذلك سنغافورة في 2005 ومونزا، إيطاليا في 2006 - وفي ذلك الحين أصبحت مايكروسوفت الراعي الرئيسي للحدث، والذي سيوفر البرامج والأجهزة لجميع الأحداث حتى عام 2008، وإضافة إلى ذلك، ستعتمد جميع الألعاب التي تُلعب في البطولة على أجهزة كمبيوتر ويندوز أو وحدة تحكم اكس بوكس حصريا، 
وفي عام 2006، ارتفعت قيمة محصلة الجوائز إلى 462 ألف دولار، وتوسع الحدث إلى 9 مسابقات مختلفة و700 مشارك مؤهل من 70 دولة مختلفة،[بحاجة لمصدر]
وفي عام 2007، استُضيف الحدث في سياتل، واشنطن، الولايات المتحدة، بمجموع جوائز إجمالية قدرها 4,000,000 دولار أمريكي، وفي عام 2008، استضافت البطولة في مدينة كولونيا بألمانيا؛ إذ كانت أول بطولة عالمية للألعاب الإلكترونية تتضمن بطولة تقوم على الألعاب المحمولة، بـ أزفالت 4: إليت رايسنغ،  وفي عام 2009، أقيمت البطولة في مدينة تشنغدو، الصين، وشهدت ترويجًا خاصًا للعبة دنجن أند فايتر،  وتزامنت البطولة أيضًا مع العرض التلفزيوني الواقعي الأولي لـ مسابقة الألعاب الإلكترونية، (WCG Ultimate Gamer) وبُث الموسم الثاني من عرض (WCG Ultimate Gamer) بين أغسطس وأكتوبر 2010،
وفي فبراير 2014، أعلن الرئيس التنفيذي براد لي عن إغلاق مسابقة الألعاب الإلكترونية العالمية،  جراء وصف العديد الشركاء صعوبة العمل مع الرئيس التنفيذي والمؤسسة، 
وفي مارس 2017، نُقلت علامة مسابقة الألعاب الإلكترونية العالمية المُمتلكة سابقا لشركة سامسونغ إلى الناشر الكوري سمايل غايت، بتخطيط لتطوير مسابقة الألعاب الإلكترونية العالمية «لتغدو المهرجان الترفيهي الرقمي الأفضل في العالم مستقبلاً»،  فكان من المفترض أن استضافة مسابقة الألعاب الإلكترونية العالمية 2018 في بانكوك في 26-29 أبريل 2018،  ولكنه أُلغي في وقت لاحق، واستُضيفت مسابقة الألعاب الإلكترونية العالمية 2019 في مدينة شيان بالصين في الفترة من 18 إلى 21 يوليو 2019،  وتلقت مسابقة WCG 2020 ما يقرب من 650 ملايين مشاهدة حول العالم.